# Тийвъри Корпорейшън
Тийвъри Корпорейшън (на английски: Thievery Corporation, в превод Акционерно дружество/корпорация за кражба) е американско електронно чил-аут/даунтемпо/трип-хоп и DJ дуо от Вашингтон, с членове Роб Гарза и Ерик Хилтън.

## История
Музиката им е комбинация от дъб, асид джаз, индийска класическа музика и типични бразилки стилове (като боса нова), всичко това смесено с елегантна лаундж музика. Дуото се самоиздава чрез лейбъла Eighteen Street Lounge Music, кръстен на изискания вашингтонски салон, собственост на Ерик Хилтън. Въпреки че повечето си продукция издават сами, няколко от синглите и EP-тата са издадени от лейбълите 4AD и !K7.
През 1997 година излиза дебютният им албум „Thievery Hi-Fi“, който включва изпълнения на Пам Брикър и Бебел Жилберто.
„The Richest Man in Babylon“ е техният трети албум издаден през 2003 година и като общо звучене е подобен на предхождащия го „The Mirror Conspiracy“, но този път включва и гост вокали Емилиана Торини, Пам Брикър и Лу-Лу.
През 2005 година е издаден по-тъмният и психиделичен като звучене албум „The Cosmic Game“, а вокалите са осигурени от още по-изявени музиканти като Пери Фарел, Дейвид Бърн и Уейн Койн (от The Flaming Lips).
Година по-късно е издадена компилацията „Versions“, която включва множество ремикси на Thievery Corporation направени за други изпълнители и групи. След издаването ѝ дуото тръгва на турне в САЩ с участие на фестивала Lollapalooza.
В песните си групата използва множество езици: английски, испански, френски, персийки, португалски, румънски и хинди. Това езиково многообразие отразява световната (глобалната) концепция на групата и работата им с музиканти от различни държави.
Текстовете на групата често са политически ангажирани със случващото се. Примери за това са „Amerimacka“ и „Revolution Solution“ от албума „The Cosmic Game“ и едноименната песен от албума „The Richest Man in Babylon“, които разкриват несъгласието на групата с моментната политическа ситуация и най-вече неодобрението им спрямо политиката провеждана от Джордж Буш.
През септември 2005 дуото участва на концерта Operation Ceasefire (Операция „Прекратяване на огъня“), чиято основна цел е прекратяването на военните действия в Ирак.

## Дискография

### Албуми
Sounds from the Thievery Hi-Fi (1997)
1. "A Warning (Dub)" – 2:14
2. "2001 Spliff Odyssey" – 5:06
3. "Shaolin Satellite" – 6:23
4. "Transcendence" – 4:06
5. "Universal Highness" – 4:21
6. "Incident at Gate 7" – 6:28
7. "Manha" – 3:48
8. "Scene at the Open Air Market" – 2:57
9. "The Glass Bead Game" – 6:11
10. "Encounter in Bahia" – 3:59
11. "The Foundation" – 5:38
12. "Interlude" – 2:22
13. "The Oscillator" – 4:14
14. "Assault on Babylon" – 4:25
15. "38.45 (A Thievery Number)" – 5:06
16. "One" – 4:51

The Mirror Conspiracy (2000)
1. "Treasures" – 2:24
2. "Le Monde" – 3:11
3. "Indra" – 5:22
4. "Lebanese Blonde" – 4:48
5. "Focus on Sight" – 3:47
6. "Air Batucada" – 4:46
7. "Só com você" – 2:47
8. "Samba Tranquille" – 3:06
9. "Shadows of Ourselves" – 3:37
10. "The Hong Kong Triad" – 3:01
11. "Illumination" – 4:38
12. "The Mirror Conspiracy" – 3:45
13. "Tomorrow" – 3:43
14. "Bario Alto" – 3:54
15. "Guide for I and I" – 3:58

The Richest Man in Babylon (2002)
1. "Heaven's Gonna Burn Your Eyes" – 4:10
2. "Facing East" – 3:43
3. "The Outernationalist" – 3:30
4. "Interlude" – 1:21
5. "Omid (Hope)" – 3:48
6. "All That We Perceive" – 3:46
7. "Un Simple Histoire (A Simple Story)" – 3:45
8. "Meu Destino (My Destiny)" – 3:29
9. "Exilio (Exile)" – 3:03
10. "From Creation" – 4:19
11. "The Richest Man in Babylon" – 3:50
12. "Liberation Front" – 5:04
13. "The State of the Union" – 4:28
14. "Until the Morning" – 3:56
15. "Resolution" – 4:46

The Cosmic Game (2005)
Versions (2006)
Radio Retaliation (2008)
Culture of Fear (2011)
Saudade (2014)
The Temple of I & I (2017)
Treasures from the Temple (2018)
Symphonik (2020)

### Сингли и EP-та
- A Spliff Odyssey (1996)
- Dub Plate, Vol. 1 (1996)
- The Foundation (1996)
- Lebanese Blonde (1998)
- DC 3000 (1999)
- It Takes a Thief (1999)
- Focus on Sight (2000)
- Bossa Per Due (2001)
- Revolution Solution
- Warning Shots
- The Heart's a Lonely Hunter
- Sol Tapado
- The Richest Man in Babylon
- The Lagos Communique
- Halfway Around the World
- Incident at Gate 7
- Encounter in Bahia
- ESL Dubplate
- Shaolin Satellite
- Chaplin Swankster

Radio Retaliation (2008)
01: Sound The Alarm
02: Mandala
03: Radio Retaliation
04: Vampires
05: Hare Krsna
06: El Pueblo Unido
07: 33 Degree
08: (The Forgotten People)
09: Beautiful Drug
10: Le Femme Parallel
11: Retaliation Suite
12: The Numbers Game
13: The Shining Path
14: Blasting Through the City
15: Sweet Tides
Culture of Fear (2011)
Saudade (2014)
The Temple of I & I (2017)
Treasures from the Temple (2018)
Symphonik (2020)

## Изпълнители
За много от песните си Thievery Corporation канят различни изпълнители, които да осигурят вокалите.
- Аструд Жилберту
- Бебел Жилберту
- Дейвид Бърн
- Емилиана Торини
- Джиджи Резенде
- Гунджан
- Джим Морисън
- Лулу Джини
- Ноч
- Нора Джоунс
- Пам Брикър
- Патрик де Сантос
- Пери Фарел
- Роб Майърс
- Руутс
- Систа Пат
- Систър Нанси
- Слийпи Уондър
- Върни Варела
- Уейн Койн
- Зийбо